# M15 (Oekraïne)
De M15 is een autoweg in het uiterste zuidwesten van Oekraïne. De weg verbindt Odessa met de Donaudelta, en van daaruit met de rest van Roemenië. De weg kent twee takken; vanaf Kyrnytsjky gaat er een tak naar Izmajil, de grootste stad in de regio, en een tak via Bolgrad naar de Moldavische grens bij Reni. De weg is ten tijde van de Sovjet-Unie aangelegd, en toen hield men nog geen rekening met de huidige grenzen. De M15 loopt derhalve tweemaal door Moldavië. De M15 is in totaal met beide takken 286 kilometer lang.

## Verloop
De weg begint in het centrum van Odessa, en loopt richting het westen. Vanwege de zeearm Dnistrovsky Liman loopt de weg over een afstand van tien kilometer over Moldavisch grondgebied. Ondanks dat de weg slechts 10 kilometer over Moldavisch grondgebied loopt, liggen de grensovergangen 20 kilometer uit elkaar, omdat de weg direct tussen een moeras en de rivier de Dnjestr loopt is er ter plaatse van de grens geen grensstation gebouwd.
Na de Moldavische grens loopt de weg naar het zuidwesten, tot aan het dorpje Kyrnytsjky, waar de tak naar de stad Izmajil afbuigt naar het zuiden. Izmajil ligt aan de Roemeense grens, maar vanwege de Donaudelta is er ter plaatse geen grensovergang naar Roemenië. Verkeer richting Roemenië moet de M15 volgen, en nog 2 maal de Moldavische grens oversteken.
Net voorbij het stadje Bolgrad gaat de M15 opnieuw de Moldavische grens over, ditmaal voor een wat grotere afstand, zo'n 30 kilometer, en heet de weg M3. Daarna gaat de weg nog 15 kilometer over Oekraïens grondgebied, bij het stadje Reni, waarna de weg opnieuw Moldavië ingaat. Nog geen 2 kilometer na de Moldavische grens is de Roemeense grens bij de rivier de Proet.
De M15 is gedeeltelijk onderdeel van de E87, het gedeelte in het zuiden van Moldavië is onderdeel van de E577, terwijl de E87 via de T 16 07 over Reni en Izmajil gaat.
M01 ·
M02 ·
M03 ·
M04 ·
M05 ·
M06 ·
M07 ·
M08 ·
M09 ·
M10 ·
M11 ·
M12 ·
M13 ·
M14 ·
M15 ·
M16 ·
M17 ·
M18 ·
M19 ·
M20 ·
M21 ·
M22 ·
M23 ·
M24 ·
M25 ·
M26 ·
M27 ·
M28 ·
M29 ·
M30
N01 ·
N02 ·
N03 ·
N04 ·
N05 ·
N06 ·
N07 ·
N08 ·
N09 ·
N10 ·
N11 ·
N12 ·
N13 ·
N14 ·
N15 ·
N16 ·
N17 ·
N18 ·
N19 ·
N20 ·
N21 ·
N22 ·
N23 ·
N24 ·
N25 ·
N26 ·
N27 ·
N28 ·
N30 ·
N31 ·
N32 ·
N33